# ويكن (كامبريدجشير)
ويكن (بالإنجليزية: Wicken, Cambridgeshire)‏ هي قرية و أبرشية مدنية تقع في المملكة المتحدة في إنجلترا. يقدر عدد سكانها بـ 839 نسمة .